# Microchilus marulandae
Microchilus marulandae är en orkidéart som beskrevs av Paul Ormerod. Microchilus marulandae ingår i släktet Microchilus och familjen orkidéer. Inga underarter finns listade i Catalogue of Life.